# Gare de Montreux-Vieux
Gare de Montreux-Vieux – stacja kolejowa w Montreux-Vieux, w departamencie Górny Ren, w regionie Grand Est, we Francji. Jest zarządzany przez SNCF (budynek dworca) i przez RFF (infrastruktura).
Przystanek jest obsługiwany przez pociągi TER Alsace i TER Franche-Comté.

## Położenie
Znajduje się na linii Paryż – Miluza, w km 456,799, między stacjami Petit-Croix i Valdieu, na wysokości 349 m n.p.m.

## Historia
Przystanek został otwarty 15 lutego 1858 przez Compagnie des chemins de fer de l’Est.

## Linie kolejowe
- Paryż – Miluza